# San José Lachiguiri
San José Lachiguiri es una localidad del estado mexicano de Oaxaca. Es cabecera del municipio de San José Lachiguiri.

## Demografía
| Censo | Población |
| ----- | --------- |
| 1900  | 855       |
| 1910  | 849       |
| 1921  | 1131      |
| 1930  | 1010      |
| 1940  | 774       |
| 1950  | 1083      |
| 1960  | 2166      |
| 1970  | 1596      |
| 1980  | 1297      |
| 1990  | 1443      |
| 1995  | 1609      |
| 2000  | 1343      |
| 2005  | 1407      |
| 2010  | 1474      |
| 2020  | 1179      |